# Santa María de Ipire
Santa María de Ipire is een gemeente in de Venezolaanse staat Guárico. De gemeente telt 12.500 inwoners. De hoofdplaats is Santa Maria de Ipire.